# Antonio Bardellino
Antonio Bardellino (San Cipriano d'Aversa, 4 maggio 1945 – Armação dos Búzios, 26 maggio 1988) è stato un mafioso italiano, fondatore e capo storico tra gli anni settanta e anni ottanta del XX secolo del clan dei Casalesi. Fu amico personale e socio in affari di Tommaso Buscetta.

## Biografia

### Le origini, i primi passi nel crimine e l'affiliazione a "Cosa Nostra"
Originario di San Cipriano d'Aversa nel Casertano, svolgeva ufficialmente  attività di carrozziere, per poi dedicarsi alle rapine, in particolare a danno di camion e degli autoarticolati, e ai furti sui treno merci. Nel 1977 compie il suo primo omicidio uccidendo tale Dante Pagano, colpevole di averlo minacciato. Entrato in contatto con il clan Nuvoletta di Marano di Napoli, di cui costituì nel 1977 il braccio armato. Poco dopo, grazie alla vicinanza al clan Nuvoletta venne affiliato a "Cosa Nostra" da Rosario Riccobono presso la masseria dei fratelli Lorenzo e Ciro Nuvoletta a Marano di Napoli. 
Divenne gradualmente il più importante esponente della camorra del casertano, tenendo contatti con la politica e col mondo del lavoro.

### La creazione e l'affermazione delClan dei Casalesi
Ciò che spinge a ritenere Antonio Bardellino l'iniziatore delle vicende del sodalizio camorristico di Casal di Principe e San Cipriano d'Aversa è la trasformazione da lui attuata al modo di agire del clan, verosimilmente tra gli anni 1970 e 1980. I rituali di affiliazione rimasero, come pure gli omicidi, ma il salto di qualità fu rappresentato dalla continua infiltrazione nell'economia legale dei capitali provenienti dai traffici illeciti; inoltre il riciclaggio del denaro delle attività criminali venne poi favorito dalla straordinarietà di alcuni eventi, come il terremoto dell'Irpinia del 1980 e la successiva ricostruzione (affare che spinse le famiglie a creare sia i consorzi per la produzione del calcestruzzo sia le ditte esecutrici dei lavori). Bardellino era inoltre titolare insieme ad altri membri dell'organizzazione di una ditta di import/export di farina di pesce, che in realtà nascondeva un grande traffico di cocaina dal sud America all'Italia gestito da Alberto Beneduce, il suo braccio destro negli affari di droga, oltre che dal suo amico e socio Umberto Ammaturo.
Dopo la faida tra Nuova Camorra Organizzata e Nuova Famiglia si crearono dei contrasti all'interno di quest'ultima, in particolare tra Bardellino e i Nuvoletta. Bardellino ricevette ordine dai Nuvoletta su mandato di Riina di uccidere Buscetta, circostanza che non portò a termine in quanto era molto amico del Buscetta (condividevano lo stesso villino in Brasile durante la latitanza) e non accettava, oltre a non fidarsi, la supremazia dei fratelli Nuvoletta con l'interferenza dei siciliani. Arrestato in Spagna, venne scarcerato grazie all'opera di Gaetano Badalamenti, che pagò oltre 500 milioni di lire per corrompere i giudici spagnoli e farlo evadere dal carcere di Madrid nel 1983. Successivamente prese a trascorrere più tempo all'estero e in particolare in sud America (Brasile, Santo Domingo) che in Italia. Anche lo scontro con i Nuvoletta si risolse a suo favore; il 10 giugno 1984 presse parte all'assalto alla masseria di Marano di Napoli, nel quale rimase ucciso Ciro Nuvoletta ed anche l'imbianchino ventottenne Salvatore Squillace.
Mentre era all'estero condivise il progetto di espandersi in Torre Annunziata, città nevralgica per i suoi affari illeciti, che si esplicò nella strage al Circolo dei Pescatori che vide la morte di alcuni affiliati del clan Gionta, alleato dei Nuvoletta. Questa ulteriore vittoria permise ad Antonio Bardellino di estendere il suo dominio alla quasi totalità della zona delle province di Caserta e Napoli.
Il boss, latitante ricercato dall'Interpol, riusciva a esercitare la sua forza criminale verso l'esterno senza ostacoli; ma la sua condanna arrivò da dissidi interni al gruppo d'origine. I capi degli altri clan non accettarono più il suo strapotere, e i trattamenti di favore riservati ai suoi parenti, e per eliminarlo utilizzarono Mario Iovine, il cui fratello era stato ucciso su ordine di Bardellino.

### La latitanza in Brasile e la presunta morte
Dopo essere fuggito in Brasile, Bardellino, secondo le versioni ufficiali, sarebbe stato assassinato nel 1988 nel suo villino a Armação dos Búzios, località vicina a Rio de Janeiro,, e il suo assassino, Mario Iovine, sarebbe stato a sua volta ucciso in Portogallo nel 1991. La circostanza, tuttavia, non è mai stata acclarata, poiché il corpo del boss non venne mai ritrovato, tuttavia il tribunale ordinario di Napoli Nord ne ha dichiarato la morte presunta il 14 giugno 2018. La data del decesso è stata stabilita al 31 maggio 1988.

## Le tesi e i dubbi sull'omicidio

### Le testimonianze ufficiali
La scomparsa del boss di San Cipriano d'Aversa, che negli anni ottanta aveva iniziato a organizzare il clan dei Casalesi, allevando quelli che poi sarebbero diventati i suoi futuri esponenti di maggior spicco, a cominciare da Francesco Schiavone, che di Bardellino era stato l'autista, non è ancora stara chiarita del tutto. Nonostante Tommaso Buscetta nel 1993 abbia dichiarato di non essere certo completamete della morte di Bardellino, le ipotesi principali ed ufficiali fanno direttamente riferimento a Mario Iovine o da persone a lui vicine, ma tutt'oggi non esiste una versione che possa essere considerata attendibile. L'ex direttore dei SISMI, Cesare Pucci, dichiarò nel 1993 in commissione Antimafia, aveva riferito dell'assenza di elementi validi per fornire una risposta esauriente. I familiari di Bardellino, dopo la diffusione della notizia della morte del loro congiunto, lasciarono le loro abitazioni, e i propri paesi d'origine, per rifugiarsi a Formia. Nel 2014, l'ex boss e ora collaboratore di giustizia Antonio Iovine ha dichiarato di essere certo della morte di Bardellino.

### Le intercettazioni e gli sviluppi successivi
I dubbi sulla sua morte non sono mai stati fugati completamente; nel 2016 alcune intercettazioni telefoniche di Silvio Bardellino, fratello di Antonio, avevano già dato adito nuovamente alla possibilità che il boss fosse ancora vivo per via di alcune frasi ambigue pronunciate al nipote Gustavo. Nel 2023 è stato scoperto un certificato di nascita presentato all'anagrafe della città di Formia, riguardante un'altra figlia della vedova di Bardellino nata nel 2003 a cui era stato imposto tale cognome in quanto nata dall'unione della donna con un tale Marco Bardellino Diana, di cui però non si è riusciti a dimostrare l'esistenza alimentando nuovamente l'ipotesi che il boss potesse aver in realtà inscenato la sua morte per tirarsi fuori dagli affari e continuasse a vivere con la sua famiglia con una falsa identità.
Tali elementi hanno quindi avvalorato nel corso degli anni la credenza di una morte fasulla, una messinscena creata per permettere al boss casertano di lasciare il potere nelle mani degli altri gruppi del Clan dei casalesi, in cambio della sopravvivenza dei suoi familiari.

## Le dichiarazioni sulboss
(Luigi Gay, Pubblico Ministero nel 1983 al processo contro la Nuova Famiglia, a proposito di un mancato arresto del boss a Castellammare di Stabia)
(Vincenzo Scolastico, Procuratore della Repubblica presso il Tribunale di Genova e prima di Savona)
(Carmine Alfieri)
(Pasquale Galasso, braccio destro di Alfieri)
(Umberto Ammaturo)
(Pasquale Galasso)
(Carmine Alfieri)
(Tommaso Buscetta)